# Насыщение кислородом (медицина)

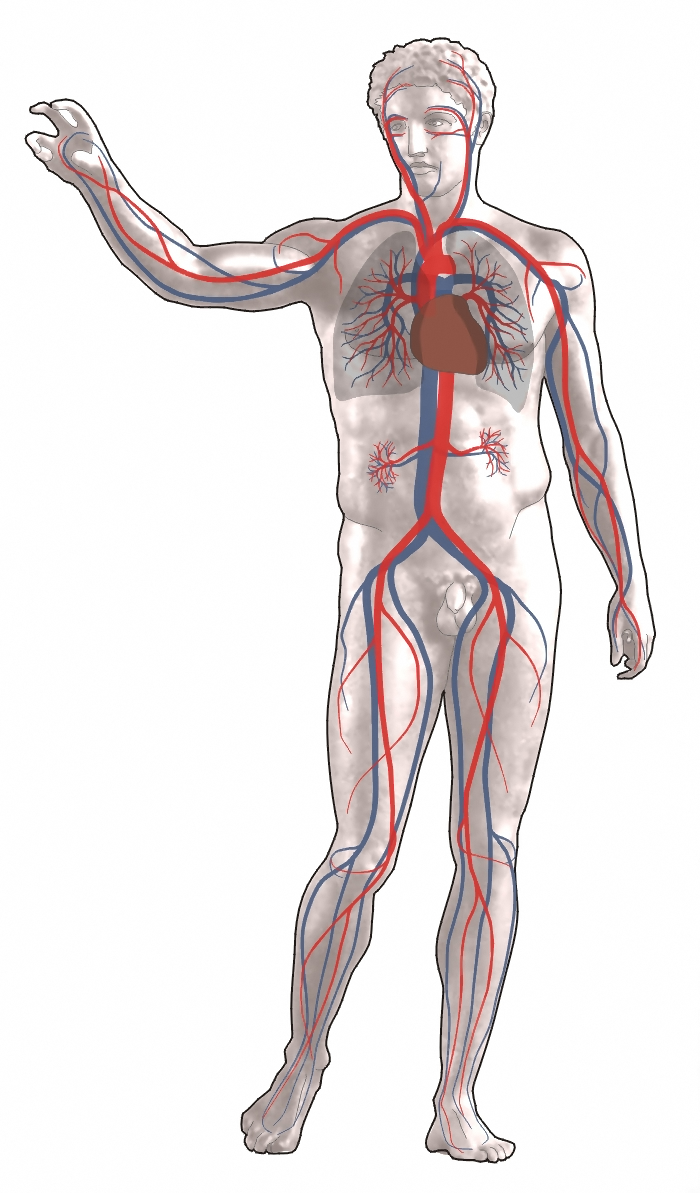
Циркуляция крови: красный — насыщенный кислородом (артерии), синий — деоксигенированный (вены)

Насыщение кислородом (сатура́ция) — это доля насыщенного кислородом гемоглобина относительно общего гемоглобина в крови. Организм человека требует и регулирует очень точный и специфический баланс кислорода в крови. Нормальные уровни насыщения артериальной крови кислородом у человека составляют 95–100 процентов. Если уровень ниже 90 процентов, это считается низким и называется гипоксемией. Уровень кислорода в артериальной крови ниже 80 процентов может нарушить работу органов, таких как мозг и сердце, и требует незамедлительного вмешательства.  Продолжительный низкий уровень кислорода может привести к остановке дыхания или сердца. Кислородная терапия может использоваться для повышения уровня кислорода в крови.  Оксигенация происходит, когда молекулы кислорода попадают в ткани организма.  Например, кровь насыщается кислородом в легких, где молекулы кислорода перемещаются из воздуха в кровь. Оксигенация обычно используется для обозначения насыщения кислородом в медицине.

## Определение

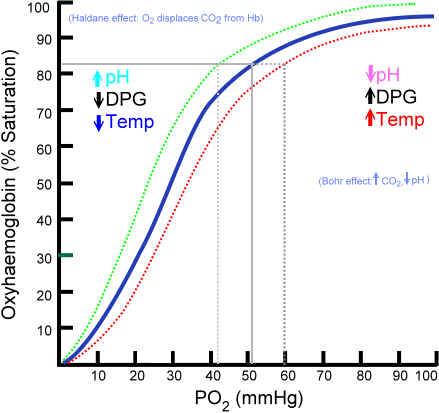
Кривая сатурации гемоглобина

В медицине насыщение кислородом, обычно называемое «сатурация», измеряет процент участков связывания гемоглобина в кровотоке, занятых кислородом. При низком парциальном давлении кислорода большая часть гемоглобина дезоксигенируется.  Примерно на 90% (значение варьируется в зависимости от клинического контекста) насыщение кислородом увеличивается в соответствии с кривой диссоциации кислород-гемоглобин и приближается к 100% при парциальном давлении кислорода > 11 кПа. Пульсоксиметр использует характеристики поглощения света насыщенным гемоглобином, чтобы определить насыщение кислородом.

## Физиология
Организм поддерживает стабильный уровень насыщения кислородом по большей части за счёт химических процессов аэробного метаболизма, связанных с дыханием.  Используя дыхательную систему, красные кровяные тельца, в частности гемоглобин, собирают кислород в лёгких и распределяют его по всему телу.  Потребности организма в кислороде крови могут колебаться, например, во время упражнений, когда требуется больше кислорода, или при жизни на больших высотах.  Говорят, что кровяная клетка «насыщена», когда несёт нормальное количество кислорода. Как слишком высокий, так и слишком низкий уровень могут иметь неблагоприятные последствия для организма.

## Измерение
Значение SaO2 (сатурация артериальной крови кислородом, определяемая анализом газов артериальной крови) ниже 90% указывает на гипоксемию (которая также может быть вызвана анемией).  На гипоксемию из-за низкого SaO2 указывает цианоз.  Насыщение кислородом можно измерить в разных тканях:
- Насыщение венозной крови кислородом (SvO2) - это процент насыщенного кислородом гемоглобина, возвращающегося в правую часть сердца. Его можно измерить, чтобы увидеть, удовлетворяет ли доставка кислорода потребностям тканей.  SvO2 обычно колеблется от 60 % до 80 %[7]. Меньшее значение говорит о том, что организму не хватает кислорода и возникают ишемические заболевания. Это измерение часто используется при лечении с помощью аппарата искусственного кровообращения (экстракорпоральное кровообращение) и может дать перфузиологу представление о том, какой объём кровотока необходим пациенту, чтобы оставаться здоровым.
- Насыщение тканей кислородом (StO2) можно измерить с помощью спектроскопии в ближней инфракрасной области. Хотя измерения всё ещё широко обсуждаются на предмет точности получаемых данных, они дают представление об оксигенации тканей в различных условиях.
- Периферическое насыщение кислородом (SpO2) - это оценка уровня насыщения кислородом, обычно измеряемая с помощью пульсоксиметра.  Его можно рассчитать с помощью пульсоксиметрии по формуле

{\displaystyle {\ce {SpO_2}}={\frac {{\ce {HbO2}}}{{\ce {{HbO2}+Hb}}}}}
где HbO2 - оксигенированный гемоглобин (оксигемоглобин), а Hb - деоксигенированный гемоглобин.

## Пульсоксиметрия

Example pulse oximeter

Пульсоксиметрия - это метод, используемый для оценки процентного содержания кислорода, связанного с гемоглобином в крови.  Это приближение к SaO2 обозначается SpO2 (периферическое насыщение кислородом). Пульсоксиметр состоит из небольшого устройства, которое прикрепляется к телу (обычно к пальцу, мочке уха или ступне / головке младенца) и передаёт его показания на счётчик по проводам или по беспроводной сети. В приборе используются светодиоды разных длин волн излучения в сочетании со светочувствительным датчиком для измерения поглощения красного и инфракрасного света в конечностях.  Разница в абсорбции оксигенированного и деоксигенированного гемоглобина делает возможным расчёт.

## Медицинское значение
Здоровые люди на уровне моря обычно показывают значения насыщения кислородом от 96% до 99% и должны быть выше 94%. На высоте 1600 метров (около одной мили) насыщение кислородом должно быть выше 92%.
Значение SaO2 (сатурация артериальной крови кислородом) ниже 90% вызывает гипоксию (которая также может быть вызвана анемией). На гипоксию из-за низкого содержания SaO2 указывает цианоз, но насыщение кислородом напрямую не отражает оксигенацию тканей.  Сродство гемоглобина к кислороду может ухудшить или усилить высвобождение кислорода на тканевом уровне.  Кислород легче выделяется в ткани (т. е. гемоглобин имеет более низкое сродство к кислороду), когда снижается pH, повышается температура тела, повышается артериальное парциальное давление углекислого газа (PaCO2) и уровень 2,3-Бисфосфоглицериновой кислоты (побочный продукт метаболизма глюкозы, также обнаруженный в запасенных продуктах крови). Когда гемоглобин имеет большее сродство к кислороду, ткани его меньше. Такие условия, как повышенный pH, пониженная температура, пониженное PaCO2 и пониженное содержание 2,3-Бисфосфоглицериновой кислоты, увеличивают связывание кислорода с гемоглобином и ограничивают его высвобождение в ткани.